# Campagne Vallombert
La Campagne Vallombert est une bastide située 495 avenue du Vallon-Vert, à Allauch, en France. 
Le bâtiment fait l’objet d’une inscription partielle au titre des monuments historiques depuis le 4 juillet 2003.